# 萬卡諾區
13°36′02″S 75°37′06″W / 13.6006°S 75.6184°W
萬卡諾區（西班牙語：Distrito de Huancano）是秘魯的一個區，位於該國中南部伊卡大區的皮斯科省，始建於1900年10月13日，面積905.1平方公里，海拔高度1,019米，2005年人口1,528，人口密度每平方公里1.7人。